# Estados Unidos nos Jogos Olímpicos de Verão de 1904
Os Estados Unidos da América sediaram os Jogos Olímpicos de Verão de 1904 em St. Louis. Ficaram no primeiro lugar do ranking geral, com 79 medalhas de ouro.